# Tour de Nuremberg féminin 2004
La 8e édition du Tour de Nuremberg féminin a lieu le 12 septembre 2004. C'est la neuvième et dernière épreuve de la Coupe du monde. Elle est remportée par l'Allemande Petra Rossner.

## Équipes
| Équipes féminines professionnelles (12)- Farm Frites-Hartol - Lietzsport Cycling - Equipe Nürnberger Versicherung - Nobili Rubinetterie-Guerciotti - Ondernemers van Nature-Vrienden van het Platteland - RC ELK Haus Tirol - Safi-Pasta Zara Manhattan - SC Michela Fanini Record Rox - Therme Skin Care - Ton Van Bemmelen Sports - Team Next 125 - Vlaanderen-T-Interim Univega Ladies Équipes nationales (5)- Allemagne - Australie - Autriche - Pologne - Suisse Équipe féminines amateur (3)- Euregio Egrensis - Team Stuttgart - WAMS Germany |
| |

## Parcours
Neuf tours d'un circuit long de 12,9 km sont effectués. Celui-ci est plat, à l'exception d'un très légère montée vers le château, et emprunte des routes larges avec peu de virages.

## Favorites
Cette dernière manche de Coupe du monde apporte le double de points par rapport aux autres épreuves. Néanmoins, Oenone Wood semble à l'abri. Il faudrait que Mirjam Melchers, Zoulfia Zabirova ou Petra Rossner s'impose avec Wood hors du top 10 pour que la Coupe du monde lui échappe. Rossner, qui vient de remporter le Rotterdam Tour, ou Melchers font figures de favorites. 

## Récit de la course
La météo est pluvieuse, rendant les rails de train sur le parcours particulièrement glissants. L'équipe Nürnberger Versicherung maintient le peloton groupé durant la majorité de la course. Janildes Fernandes sort. Elle est accompagnée de Margaret Hemsley, Tina Liebig et Arenda Grimberg. Cette échappée est reprise dans le final. Au sprint, Petra Rossner s'impose devant Angela Brodtka. Wood est troisième et remporte ainsi la Coupe du monde. Après la course, Petra Rossner annonce prendre sa retraite avec effet immédiat.

## Classements

### Classement final
| \| Classement général \| Classement général \| Classement général \| Classement général \| Classement général \| \| Coureuse \| Coureuse \| Pays \| Équipe \| Temps \| \| ------------------ \| -------------------- \| ------------------ \| ----------------------------------- \| ------------------ \| \| 1re \| Petra Rossner \| Allemagne \| Equipe Nürnberger Versicherung \| 2 h 53 min 49 s \| \| 2e \| Angela Hennig \| Allemagne \| Allemagne \| + 0 s \| \| 3e \| Oenone Wood \| Australie \| Australie \| + 0 s \| \| 4e \| Debby Mansveld \| Pays-Bas \| Vlaanderen-T-Interim Univega Ladies \| + 0 s \| \| 5e \| Tanja Schmidt-Hennes \| Allemagne \| Next 125 \| + 0 s \| \| 6e \| Sissy van Alebeek \| Pays-Bas \| Farm Frites-Hartol \| + 0 s \| \| 7e \| Katia Longhin \| Italie \| SC Michela Fanini Record Rox \| + 0 s \| \| 8e \| Liane Bahler \| Allemagne \| WAMS Germany \| + 0 s \| \| 9e \| Mirjam Melchers \| Pays-Bas \| Farm Frites-Hartol \| + 0 s \| \| 10e \| Alison Wright \| Australie \| Nobili Rubinetterie-Guerciotti \| + 0 s \| |                      |           |                                     |                 |
| |                      |           |                                     |                 |
| Source : Cycling Quotient |                      |           |                                     |                 |
| Classement général |                      |           |                                     |                 |
| Coureuse | Coureuse             | Pays      | Équipe                              | Temps           |
| 1re | Petra Rossner        | Allemagne | Equipe Nürnberger Versicherung      | 2 h 53 min 49 s |
| 2e | Angela Hennig        | Allemagne | Allemagne                           | + 0 s           |
| 3e | Oenone Wood          | Australie | Australie                           | + 0 s           |
| 4e | Debby Mansveld       | Pays-Bas  | Vlaanderen-T-Interim Univega Ladies | + 0 s           |
| 5e | Tanja Schmidt-Hennes | Allemagne | Next 125                            | + 0 s           |
| 6e | Sissy van Alebeek    | Pays-Bas  | Farm Frites-Hartol                  | + 0 s           |
| 7e | Katia Longhin        | Italie    | SC Michela Fanini Record Rox        | + 0 s           |
| 8e | Liane Bahler         | Allemagne | WAMS Germany                        | + 0 s           |
| 9e | Mirjam Melchers      | Pays-Bas  | Farm Frites-Hartol                  | + 0 s           |
| 10e | Alison Wright        | Australie | Nobili Rubinetterie-Guerciotti      | + 0 s           |

## Liste des participantes
| Equipe Nürnberger Versicherung NUR | Equipe Nürnberger Versicherung NUR | Equipe Nürnberger Versicherung NUR |
| ---------------------------------- | ---------------------------------- | ---------------------------------- |
| Num                                | Coureuse                           | Pos                                |
| 1                                  | Judith Arndt (GER)                 | 22e                                |
| 2                                  | Cornelia Cyrus (GER)               | AB                                 |
| 3                                  | Tina Liebig (GER)                  | 74e                                |
| 4                                  | Madeleine Lindberg (SWE)           | 90e                                |
| 5                                  | Petra Rossner (GER)                | 1re                                |
| 6                                  | Trixi Worrack (GER)                | 23e                                |
| 7                                  | Birgit Söllner (GER)               | AB                                 |

| Safi-Pasta Zara Manhattan SAF | Safi-Pasta Zara Manhattan SAF | Safi-Pasta Zara Manhattan SAF |
| ----------------------------- | ----------------------------- | ----------------------------- |
| Num                           | Coureuse                      | Pos                           |
| 11                            | Giorgia Bronzini (ITA)        | 18e                           |
| 12                            | Iryna Chuzhynova (UKR)        | 95e                           |
| 13                            | Regina Schleicher (GER)       | 42e                           |
| 14                            | Gessica Turato (ITA)          | AB                            |
| 15                            | Zita Urbonaitė (LTU)          | 59e                           |
| 16                            | Rochelle Gilmore (AUS)        | 15e                           |
| 17                            | Meredith Miller (USA)         | 54e                           |

| Farm Frites-Hartol FAR | Farm Frites-Hartol FAR      | Farm Frites-Hartol FAR |
| ---------------------- | --------------------------- | ---------------------- |
| Num                    | Coureuse                    | Pos                    |
| 21                     | Mirjam Melchers (NED)       | 9e                     |
| 22                     | Rachel Heal (GBR)           | 44e                    |
| 23                     | Sandra Missbach (GER)       | 87e                    |
| 24                     | Miho Oki (JPN)              | AB                     |
| 25                     | Adrie Visser (NED)          | AB                     |
| 26                     | Elsbeth van Rooy-Vink (NED) | AB                     |
| 27                     | Esther Van Der Helm (NED)   | 75e                    |
| 28                     | Sissy van Alebeek (NED)     | 6e                     |
| 29                     | Sandra Rombouts (NED)       | 49e                    |

| SC Michela Fanini Record Rox MIC | SC Michela Fanini Record Rox MIC | SC Michela Fanini Record Rox MIC |
| -------------------------------- | -------------------------------- | -------------------------------- |
| Num                              | Coureuse                         | Pos                              |
| 31                               | Nicole Brändli (SUI)             | AB                               |
| 32                               | Alessandra Borchi (ITA)          | 47e                              |
| 33                               | Janildes Fernandes (BRA)         | 80e                              |
| 34                               | Katia Longhin (ITA)              | 7e                               |
| 35                               | Irene Puccioni (ITA)             | 41e                              |
| 36                               | Hayley Brown-Rutherford (AUS)    | 56e                              |
| 37                               | Edita Pučinskaitė (LTU)          | AB                               |
| 38                               | Laura Pisaneschi (ITA)           | AB                               |
| 39                               | Barbara Cazzaniga (ITA)          | 91e                              |

| Nobili Rubinetterie-Guerciotti NRG | Nobili Rubinetterie-Guerciotti NRG | Nobili Rubinetterie-Guerciotti NRG |
| ---------------------------------- | ---------------------------------- | ---------------------------------- |
| Num                                | Coureuse                           | Pos                                |
| 41                                 | Olga Sljussarewa (RUS)             | 55e                                |
| 42                                 | Alison Wright (AUS)                | 10e                                |
| 43                                 | Walentina Polchanowa (RUS)         | 70e                                |
| 44                                 | Sabrina Emmasi (SUI)               | 36e                                |
| 45                                 | Anna Gusmini (ITA)                 | 13e                                |
| 46                                 | Emanuela Brigati (ITA)             | AB                                 |
| 47                                 | Sigrid Corneo (ITA)                | 81e                                |
| 48                                 | Daniela Fusar Poli (ITA)           | AB                                 |
| 49                                 | Silvia Valsecchi (ITA)             | AB                                 |
| 50                                 | Walentina Polchanowa (RUS)         | 70e                                |

| Ondernemers van Nature-Vrienden van het Platteland OND | Ondernemers van Nature-Vrienden van het Platteland OND | Ondernemers van Nature-Vrienden van het Platteland OND |
| ------------------------------------------------------ | ------------------------------------------------------ | ------------------------------------------------------ |
| Num                                                    | Coureuse                                               | Pos                                                    |
| 51                                                     | Loes Gunnewijk (NED)                                   | AB                                                     |
| 52                                                     | Andrea Bosman (NED)                                    | AB                                                     |
| 53                                                     | Minke Slingerland (NED)                                | AB                                                     |
| 54                                                     | Sharon van Essen (NED)                                 | 61e                                                    |
| 55                                                     | Corrien van Haastert (NED)                             | AB                                                     |
| 56                                                     | Kristy Miggels (NED)                                   | AB                                                     |
| 57                                                     | Chantal Beltman (NED)                                  | AB                                                     |
| 58                                                     | Iris Slappendel (NED)                                  | 64e                                                    |
| 59                                                     | Vera Koedooder (NED)                                   | AB                                                     |
| 59                                                     | Ludivine Henrion (BEL)                                 | 86e                                                    |
| 60                                                     | Eyelien Bekkering (NED)                                | 73e                                                    |
| 60                                                     | Corine Hierckens (BEL)                                 | 38e                                                    |

| Lietzsport Cycling LIE | Lietzsport Cycling LIE | Lietzsport Cycling LIE |
| ---------------------- | ---------------------- | ---------------------- |
| Num                    | Coureuse               | Pos                    |
| 61                     | Isabella Wieser (AUT)  | 12e                    |
| 62                     | Annette Beutler (SUI)  | 60e                    |
| 63                     | Karin Wieser (AUT)     | 37e                    |
| 64                     | Barbara Heeb (SUI)     | 53e                    |
| 65                     | Claudia Meyer (GER)    | AB                     |
| 66                     | Verena Wieser (AUT)    | AB                     |
| 67                     | Kathy Watt (AUS)       | AB                     |
| 68                     | Sandra Bartl (USA)     | AB                     |

| Vlaanderen-T-Interim Univega Ladies VLL | Vlaanderen-T-Interim Univega Ladies VLL | Vlaanderen-T-Interim Univega Ladies VLL |
| --------------------------------------- | --------------------------------------- | --------------------------------------- |
| Num                                     | Coureuse                                | Pos                                     |
| 71                                      | Debby Mansveld (NED)                    | 4e                                      |
| 72                                      | Sharon Vandromme (BEL)                  | 90e                                     |
| 73                                      | Cindy Pieters (BEL)                     | AB                                      |
| 74                                      | Veerle Ingels (BEL)                     | AB                                      |
| 75                                      | Laure Werner (BEL)                      | 34e                                     |
| 76                                      | Veronique Belleter (BEL)                | AB                                      |
| 77                                      | Hanka Kupfernagel (GER)                 | AB                                      |
| 78                                      | Ine Wannijn (BEL)                       | 35e                                     |
| 79                                      | Mirella van Melis (NED)                 | 19e                                     |

| Therme Skin Care TSC | Therme Skin Care TSC      | Therme Skin Care TSC |
| -------------------- | ------------------------- | -------------------- |
| Num                  | Coureuse                  | Pos                  |
| 81                   | Arenda Grimberg (NED)     | 21e                  |
| 82                   | Irene van den Broek (NED) | 33e                  |
| 83                   | Angela Hillenga (NED)     | 51e                  |
| 84                   | Christine Mos (NED)       | 30e                  |
| 85                   | Francis Linthorst (NED)   | 62e                  |

| Ton Van Bemmelen Sports TVB | Ton Van Bemmelen Sports TVB    | Ton Van Bemmelen Sports TVB |
| --------------------------- | ------------------------------ | --------------------------- |
| Num                         | Coureuse                       | Pos                         |
| 91                          | Katherine Bates (AUS)          | AB                          |
| 92                          | Jaccolien Wallaard (NED)       | 26e                         |
| 93                          | Suzanne de Goede (NED)         | 79e                         |
| 94                          | Jolanda Cools-van Dongen (NED) | AB                          |
| 95                          | Josephine Groenveld (NED)      | 65e                         |
| 96                          | Nathalie Van Katwijk (NED)     | 92e                         |
| 97                          | Monique Verstraten (NED)       | AB                          |
| 98                          | Frederika van der Wiel (NED)   | AB                          |

| Next 125 ___ | Next 125 ___                  | Next 125 ___ |
| ------------ | ----------------------------- | ------------ |
| Num          | Coureuse                      | Pos          |
| 101          | Tanja Schmidt-Hennes (GER)    | 5e           |
| 102          | Irene Hostettler (SUI)        | 63e          |
| 103          | Alexandrine Petitpierre (SUI) | 58e          |
| 104          | Monika Furrer (SUI)           | 66e          |
| 105          | Andrea Knecht (SUI)           | 25e          |
| 106          | Marion Brauen (SUI)           | AB           |
| 107          | Alexandra Vetter (SUI)        | 84e          |
| 108          | Mirjam Hauser-Senn (SUI)      | AB           |
| 109          | Annette Griner (GER)          | AB           |

| RC ELK Haus Tirol ___ | RC ELK Haus Tirol ___ | RC ELK Haus Tirol ___ |
| --------------------- | --------------------- | --------------------- |
| Num                   | Coureuse              | Pos                   |
| 111                   | Andrea Graus (AUT)    | 11e                   |
| 112                   | Lisa Lackner (AUT)    | AB                    |
| 113                   | Regina Nicham (AUT)   | AB                    |
| 114                   | Petra Pilz (AUT)      | AB                    |
| 115                   | Christiana Haas (AUT) | AB                    |
| 116                   | Monika Schachl (AUT)  | AB                    |
| 117                   | Patricia Hempel (GER) | 71e                   |

| Allemagne GER | Allemagne GER    | Allemagne GER |
| ------------- | ---------------- | ------------- |
| Num           | Coureuse         | Pos           |
| 121           | Angela Hennig    | 2e            |
| 122           | Claudia Stumpf   | 52e           |
| 123           | Jane Knietzsch   | 16e           |
| 124           | Luise Keller     | 69e           |
| 125           | Sarah Düster     | 76e           |
| 126           | Charlotte Becker | 46e           |
| 127           | Claudia Häusler  | AB            |
| 128           | Bianca Knöpfle   | AB            |

| Australie AUS | Australie AUS     | Australie AUS |
| ------------- | ----------------- | ------------- |
| Num           | Coureuse          | Pos           |
| 131           | Oenone Wood       | 3e            |
| 132           | Olivia Gollan     | 45e           |
| 133           | Margaret Hemsley  | 77e           |
| 134           | Natalie Bates     | AB            |
| 135           | Lorian Graham     | 32e           |
| 136           | Amy Gillett       | AB            |
| 137           | Katie Brown       | AB            |
| 138           | Rebecca McConnell | AB            |
| 139           | Emma James        | AB            |

| Suisse SUI | Suisse SUI        | Suisse SUI |
| ---------- | ----------------- | ---------- |
| Num        | Coureuse          | Pos        |
| 141        | Priska Doppmann   | AB         |
| 142        | Sarah Gido        | AB         |
| 143        | Diana Rast        | AB         |
| 144        | Bettina Kühn      | 14e        |
| 145        | Sereina Trachsel  | 43e        |
| 146        | Patricia Schwager | 27e        |
| 147        | Lea Hilty         | AB         |
| 148        | Nicole Käser      | AB         |
| 149        | Doris Roth        | AB         |

| Autriche AUT | Autriche AUT          | Autriche AUT |
| ------------ | --------------------- | ------------ |
| Num          | Coureuse              | Pos          |
| 151          | Christiane Soeder     | AB           |
| 152          | Bernadette Schober    | 83e          |
| 153          | Brigitte Krebs        | AB           |
| 154          | Daniela Pintarelli    | AB           |
| 155          | Christine Steinwender | AB           |
| 156          | Angelika Pieringer    | AB           |

| Pologne POL | Pologne POL                | Pologne POL |
| ----------- | -------------------------- | ----------- |
| Num         | Coureuse                   | Pos         |
| 161         | Bogumiła Matusiak          | AB          |
| 162         | Małgorzata Wysocka         | 17e         |
| 163         | Paulina Brzeźna-Bentkowska | AB          |
| 164         | Anna Sipurzynska           | AB          |
| 165         | Anna Skawinska             | AB          |
| 166         | Paulina Fiuk               | AB          |
| 167         | Magdalena Zamolska         | AB          |
| 168         | Karolina Konieczna         | AB          |
| 169         | Aleksandra Zabrocka        | 93e         |
| 170         | Katarzyna Jagusiak         | 48e         |

| Euregio Egrensis ___ | Euregio Egrensis ___   | Euregio Egrensis ___ |
| -------------------- | ---------------------- | -------------------- |
| Num                  | Coureuse               | Pos                  |
| 171                  | Madeleine Sandig (GER) | 50e                  |
| 172                  | Heike Schramm (GER)    | 82e                  |
| 173                  | Kerstin Schmidt (GER)  | AB                   |
| 174                  | Clarissa Breuer (GER)  | AB                   |
| 175                  | Laura Lange (GER)      | 68e                  |
| 176                  | Theresa Senff (GER)    | 57e                  |
| 177                  | Yvonne Arndt (GER)     | AB                   |
| 178                  | Caroline Noll (GER)    | AB                   |
| 179                  | Anja Lungwitz (GER)    | AB                   |

| Team Stuttgart ___ | Team Stuttgart ___     | Team Stuttgart ___ |
| ------------------ | ---------------------- | ------------------ |
| Num                | Coureuse               | Pos                |
| 181                | Claudia Häusler (GER)  | AB                 |
| 182                | Caroline Humplik (GER) | AB                 |
| 183                | Eva Lutz (GER)         | 20e                |
| 184                | Christine Müller (GER) | 29e                |
| 185                | Anja Ritter (GER)      | 94e                |
| 186                | Johanna Stephan (GER)  | 72e                |

| WAMS Germany ___ | WAMS Germany ___           | WAMS Germany ___ |
| ---------------- | -------------------------- | ---------------- |
| Num              | Coureuse                   | Pos              |
| 191              | Kerstin Scheitle (GER)     | AB               |
| 192              | Liane Bahler (GER)         | 8e               |
| 193              | Susanne Beyer (GER)        | AB               |
| 194              | Elena Eifler (GER)         | AB               |
| 195              | Caroline Hildebrandt (GER) | 28e              |
| 196              | Anke Wichmann (GER)        | 24e              |

| Équipe mixte 1 ___ | Équipe mixte 1 ___  | Équipe mixte 1 ___ |
| ------------------ | ------------------- | ------------------ |
| Num                | Coureuse            | Pos                |
| 197                | Linda Serup (DEN)   | 31e                |
| 198                | Monica Holler (SWE) | 67e                |

| Equipe Nürnberger Versicherung NUR | Equipe Nürnberger Versicherung NUR | Equipe Nürnberger Versicherung NUR |
| ---------------------------------- | ---------------------------------- | ---------------------------------- |
| Num                                | Coureuse                           | Pos                                |
| 1                                  | Judith Arndt (GER)                 | 22e                                |
| 2                                  | Cornelia Cyrus (GER)               | AB                                 |
| 3                                  | Tina Liebig (GER)                  | 74e                                |
| 4                                  | Madeleine Lindberg (SWE)           | 90e                                |
| 5                                  | Petra Rossner (GER)                | 1re                                |
| 6                                  | Trixi Worrack (GER)                | 23e                                |
| 7                                  | Birgit Söllner (GER)               | AB                                 |

| Safi-Pasta Zara Manhattan SAF | Safi-Pasta Zara Manhattan SAF | Safi-Pasta Zara Manhattan SAF |
| ----------------------------- | ----------------------------- | ----------------------------- |
| Num                           | Coureuse                      | Pos                           |
| 11                            | Giorgia Bronzini (ITA)        | 18e                           |
| 12                            | Iryna Chuzhynova (UKR)        | 95e                           |
| 13                            | Regina Schleicher (GER)       | 42e                           |
| 14                            | Gessica Turato (ITA)          | AB                            |
| 15                            | Zita Urbonaitė (LTU)          | 59e                           |
| 16                            | Rochelle Gilmore (AUS)        | 15e                           |
| 17                            | Meredith Miller (USA)         | 54e                           |

| Farm Frites-Hartol FAR | Farm Frites-Hartol FAR      | Farm Frites-Hartol FAR |
| ---------------------- | --------------------------- | ---------------------- |
| Num                    | Coureuse                    | Pos                    |
| 21                     | Mirjam Melchers (NED)       | 9e                     |
| 22                     | Rachel Heal (GBR)           | 44e                    |
| 23                     | Sandra Missbach (GER)       | 87e                    |
| 24                     | Miho Oki (JPN)              | AB                     |
| 25                     | Adrie Visser (NED)          | AB                     |
| 26                     | Elsbeth van Rooy-Vink (NED) | AB                     |
| 27                     | Esther Van Der Helm (NED)   | 75e                    |
| 28                     | Sissy van Alebeek (NED)     | 6e                     |
| 29                     | Sandra Rombouts (NED)       | 49e                    |

| SC Michela Fanini Record Rox MIC | SC Michela Fanini Record Rox MIC | SC Michela Fanini Record Rox MIC |
| -------------------------------- | -------------------------------- | -------------------------------- |
| Num                              | Coureuse                         | Pos                              |
| 31                               | Nicole Brändli (SUI)             | AB                               |
| 32                               | Alessandra Borchi (ITA)          | 47e                              |
| 33                               | Janildes Fernandes (BRA)         | 80e                              |
| 34                               | Katia Longhin (ITA)              | 7e                               |
| 35                               | Irene Puccioni (ITA)             | 41e                              |
| 36                               | Hayley Brown-Rutherford (AUS)    | 56e                              |
| 37                               | Edita Pučinskaitė (LTU)          | AB                               |
| 38                               | Laura Pisaneschi (ITA)           | AB                               |
| 39                               | Barbara Cazzaniga (ITA)          | 91e                              |

| Nobili Rubinetterie-Guerciotti NRG | Nobili Rubinetterie-Guerciotti NRG | Nobili Rubinetterie-Guerciotti NRG |
| ---------------------------------- | ---------------------------------- | ---------------------------------- |
| Num                                | Coureuse                           | Pos                                |
| 41                                 | Olga Sljussarewa (RUS)             | 55e                                |
| 42                                 | Alison Wright (AUS)                | 10e                                |
| 43                                 | Walentina Polchanowa (RUS)         | 70e                                |
| 44                                 | Sabrina Emmasi (SUI)               | 36e                                |
| 45                                 | Anna Gusmini (ITA)                 | 13e                                |
| 46                                 | Emanuela Brigati (ITA)             | AB                                 |
| 47                                 | Sigrid Corneo (ITA)                | 81e                                |
| 48                                 | Daniela Fusar Poli (ITA)           | AB                                 |
| 49                                 | Silvia Valsecchi (ITA)             | AB                                 |
| 50                                 | Walentina Polchanowa (RUS)         | 70e                                |

| Ondernemers van Nature-Vrienden van het Platteland OND | Ondernemers van Nature-Vrienden van het Platteland OND | Ondernemers van Nature-Vrienden van het Platteland OND |
| ------------------------------------------------------ | ------------------------------------------------------ | ------------------------------------------------------ |
| Num                                                    | Coureuse                                               | Pos                                                    |
| 51                                                     | Loes Gunnewijk (NED)                                   | AB                                                     |
| 52                                                     | Andrea Bosman (NED)                                    | AB                                                     |
| 53                                                     | Minke Slingerland (NED)                                | AB                                                     |
| 54                                                     | Sharon van Essen (NED)                                 | 61e                                                    |
| 55                                                     | Corrien van Haastert (NED)                             | AB                                                     |
| 56                                                     | Kristy Miggels (NED)                                   | AB                                                     |
| 57                                                     | Chantal Beltman (NED)                                  | AB                                                     |
| 58                                                     | Iris Slappendel (NED)                                  | 64e                                                    |
| 59                                                     | Vera Koedooder (NED)                                   | AB                                                     |
| 59                                                     | Ludivine Henrion (BEL)                                 | 86e                                                    |
| 60                                                     | Eyelien Bekkering (NED)                                | 73e                                                    |
| 60                                                     | Corine Hierckens (BEL)                                 | 38e                                                    |

| Lietzsport Cycling LIE | Lietzsport Cycling LIE | Lietzsport Cycling LIE |
| ---------------------- | ---------------------- | ---------------------- |
| Num                    | Coureuse               | Pos                    |
| 61                     | Isabella Wieser (AUT)  | 12e                    |
| 62                     | Annette Beutler (SUI)  | 60e                    |
| 63                     | Karin Wieser (AUT)     | 37e                    |
| 64                     | Barbara Heeb (SUI)     | 53e                    |
| 65                     | Claudia Meyer (GER)    | AB                     |
| 66                     | Verena Wieser (AUT)    | AB                     |
| 67                     | Kathy Watt (AUS)       | AB                     |
| 68                     | Sandra Bartl (USA)     | AB                     |

| Vlaanderen-T-Interim Univega Ladies VLL | Vlaanderen-T-Interim Univega Ladies VLL | Vlaanderen-T-Interim Univega Ladies VLL |
| --------------------------------------- | --------------------------------------- | --------------------------------------- |
| Num                                     | Coureuse                                | Pos                                     |
| 71                                      | Debby Mansveld (NED)                    | 4e                                      |
| 72                                      | Sharon Vandromme (BEL)                  | 90e                                     |
| 73                                      | Cindy Pieters (BEL)                     | AB                                      |
| 74                                      | Veerle Ingels (BEL)                     | AB                                      |
| 75                                      | Laure Werner (BEL)                      | 34e                                     |
| 76                                      | Veronique Belleter (BEL)                | AB                                      |
| 77                                      | Hanka Kupfernagel (GER)                 | AB                                      |
| 78                                      | Ine Wannijn (BEL)                       | 35e                                     |
| 79                                      | Mirella van Melis (NED)                 | 19e                                     |

| Therme Skin Care TSC | Therme Skin Care TSC      | Therme Skin Care TSC |
| -------------------- | ------------------------- | -------------------- |
| Num                  | Coureuse                  | Pos                  |
| 81                   | Arenda Grimberg (NED)     | 21e                  |
| 82                   | Irene van den Broek (NED) | 33e                  |
| 83                   | Angela Hillenga (NED)     | 51e                  |
| 84                   | Christine Mos (NED)       | 30e                  |
| 85                   | Francis Linthorst (NED)   | 62e                  |

| Ton Van Bemmelen Sports TVB | Ton Van Bemmelen Sports TVB    | Ton Van Bemmelen Sports TVB |
| --------------------------- | ------------------------------ | --------------------------- |
| Num                         | Coureuse                       | Pos                         |
| 91                          | Katherine Bates (AUS)          | AB                          |
| 92                          | Jaccolien Wallaard (NED)       | 26e                         |
| 93                          | Suzanne de Goede (NED)         | 79e                         |
| 94                          | Jolanda Cools-van Dongen (NED) | AB                          |
| 95                          | Josephine Groenveld (NED)      | 65e                         |
| 96                          | Nathalie Van Katwijk (NED)     | 92e                         |
| 97                          | Monique Verstraten (NED)       | AB                          |
| 98                          | Frederika van der Wiel (NED)   | AB                          |

| Next 125 ___ | Next 125 ___                  | Next 125 ___ |
| ------------ | ----------------------------- | ------------ |
| Num          | Coureuse                      | Pos          |
| 101          | Tanja Schmidt-Hennes (GER)    | 5e           |
| 102          | Irene Hostettler (SUI)        | 63e          |
| 103          | Alexandrine Petitpierre (SUI) | 58e          |
| 104          | Monika Furrer (SUI)           | 66e          |
| 105          | Andrea Knecht (SUI)           | 25e          |
| 106          | Marion Brauen (SUI)           | AB           |
| 107          | Alexandra Vetter (SUI)        | 84e          |
| 108          | Mirjam Hauser-Senn (SUI)      | AB           |
| 109          | Annette Griner (GER)          | AB           |

| RC ELK Haus Tirol ___ | RC ELK Haus Tirol ___ | RC ELK Haus Tirol ___ |
| --------------------- | --------------------- | --------------------- |
| Num                   | Coureuse              | Pos                   |
| 111                   | Andrea Graus (AUT)    | 11e                   |
| 112                   | Lisa Lackner (AUT)    | AB                    |
| 113                   | Regina Nicham (AUT)   | AB                    |
| 114                   | Petra Pilz (AUT)      | AB                    |
| 115                   | Christiana Haas (AUT) | AB                    |
| 116                   | Monika Schachl (AUT)  | AB                    |
| 117                   | Patricia Hempel (GER) | 71e                   |

| Allemagne GER | Allemagne GER    | Allemagne GER |
| ------------- | ---------------- | ------------- |
| Num           | Coureuse         | Pos           |
| 121           | Angela Hennig    | 2e            |
| 122           | Claudia Stumpf   | 52e           |
| 123           | Jane Knietzsch   | 16e           |
| 124           | Luise Keller     | 69e           |
| 125           | Sarah Düster     | 76e           |
| 126           | Charlotte Becker | 46e           |
| 127           | Claudia Häusler  | AB            |
| 128           | Bianca Knöpfle   | AB            |

| Australie AUS | Australie AUS     | Australie AUS |
| ------------- | ----------------- | ------------- |
| Num           | Coureuse          | Pos           |
| 131           | Oenone Wood       | 3e            |
| 132           | Olivia Gollan     | 45e           |
| 133           | Margaret Hemsley  | 77e           |
| 134           | Natalie Bates     | AB            |
| 135           | Lorian Graham     | 32e           |
| 136           | Amy Gillett       | AB            |
| 137           | Katie Brown       | AB            |
| 138           | Rebecca McConnell | AB            |
| 139           | Emma James        | AB            |

| Suisse SUI | Suisse SUI        | Suisse SUI |
| ---------- | ----------------- | ---------- |
| Num        | Coureuse          | Pos        |
| 141        | Priska Doppmann   | AB         |
| 142        | Sarah Gido        | AB         |
| 143        | Diana Rast        | AB         |
| 144        | Bettina Kühn      | 14e        |
| 145        | Sereina Trachsel  | 43e        |
| 146        | Patricia Schwager | 27e        |
| 147        | Lea Hilty         | AB         |
| 148        | Nicole Käser      | AB         |
| 149        | Doris Roth        | AB         |

| Autriche AUT | Autriche AUT          | Autriche AUT |
| ------------ | --------------------- | ------------ |
| Num          | Coureuse              | Pos          |
| 151          | Christiane Soeder     | AB           |
| 152          | Bernadette Schober    | 83e          |
| 153          | Brigitte Krebs        | AB           |
| 154          | Daniela Pintarelli    | AB           |
| 155          | Christine Steinwender | AB           |
| 156          | Angelika Pieringer    | AB           |

| Pologne POL | Pologne POL                | Pologne POL |
| ----------- | -------------------------- | ----------- |
| Num         | Coureuse                   | Pos         |
| 161         | Bogumiła Matusiak          | AB          |
| 162         | Małgorzata Wysocka         | 17e         |
| 163         | Paulina Brzeźna-Bentkowska | AB          |
| 164         | Anna Sipurzynska           | AB          |
| 165         | Anna Skawinska             | AB          |
| 166         | Paulina Fiuk               | AB          |
| 167         | Magdalena Zamolska         | AB          |
| 168         | Karolina Konieczna         | AB          |
| 169         | Aleksandra Zabrocka        | 93e         |
| 170         | Katarzyna Jagusiak         | 48e         |

| Euregio Egrensis ___ | Euregio Egrensis ___   | Euregio Egrensis ___ |
| -------------------- | ---------------------- | -------------------- |
| Num                  | Coureuse               | Pos                  |
| 171                  | Madeleine Sandig (GER) | 50e                  |
| 172                  | Heike Schramm (GER)    | 82e                  |
| 173                  | Kerstin Schmidt (GER)  | AB                   |
| 174                  | Clarissa Breuer (GER)  | AB                   |
| 175                  | Laura Lange (GER)      | 68e                  |
| 176                  | Theresa Senff (GER)    | 57e                  |
| 177                  | Yvonne Arndt (GER)     | AB                   |
| 178                  | Caroline Noll (GER)    | AB                   |
| 179                  | Anja Lungwitz (GER)    | AB                   |

| Team Stuttgart ___ | Team Stuttgart ___     | Team Stuttgart ___ |
| ------------------ | ---------------------- | ------------------ |
| Num                | Coureuse               | Pos                |
| 181                | Claudia Häusler (GER)  | AB                 |
| 182                | Caroline Humplik (GER) | AB                 |
| 183                | Eva Lutz (GER)         | 20e                |
| 184                | Christine Müller (GER) | 29e                |
| 185                | Anja Ritter (GER)      | 94e                |
| 186                | Johanna Stephan (GER)  | 72e                |

| WAMS Germany ___ | WAMS Germany ___           | WAMS Germany ___ |
| ---------------- | -------------------------- | ---------------- |
| Num              | Coureuse                   | Pos              |
| 191              | Kerstin Scheitle (GER)     | AB               |
| 192              | Liane Bahler (GER)         | 8e               |
| 193              | Susanne Beyer (GER)        | AB               |
| 194              | Elena Eifler (GER)         | AB               |
| 195              | Caroline Hildebrandt (GER) | 28e              |
| 196              | Anke Wichmann (GER)        | 24e              |

| Équipe mixte 1 ___ | Équipe mixte 1 ___  | Équipe mixte 1 ___ |
| ------------------ | ------------------- | ------------------ |
| Num                | Coureuse            | Pos                |
| 197                | Linda Serup (DEN)   | 31e                |
| 198                | Monica Holler (SWE) | 67e                |

Source,. Il n'est par sûr que les coureuses notées comme ayant abandonné aient effectivement pris le départ.